# 平準官
平準官，最初設立于漢武帝時期，但早在戰國時期已有類似官職。平準官的主要職責是平抑物價，調查各地物價，在價低的地區買入，在價高的地區賣出，以維持物價穩定。

## 延伸阅读
[在维基数据编辑]
 《欽定古今圖書集成·經濟彙編·食貨典·平準部》，出自陈梦雷《古今圖書集成》